# Meisterschwanden
Meisterschwanden es una comuna suiza del cantón de Argovia, ubicada en el distrito de Lenzburgo. Limita al norte con la comuna de Seengen, al este y sur con Fahrwangen, al suroeste con Beinwil am See, al oeste con Birrwil, y al noroeste con Boniswil.